# Legion Gruziński
Legion Gruziński (niem. Georgische Legion, gruz. ქართული ლეგიონი) – jeden z niemieckich Legionów Wschodnich (Ostlegionen).

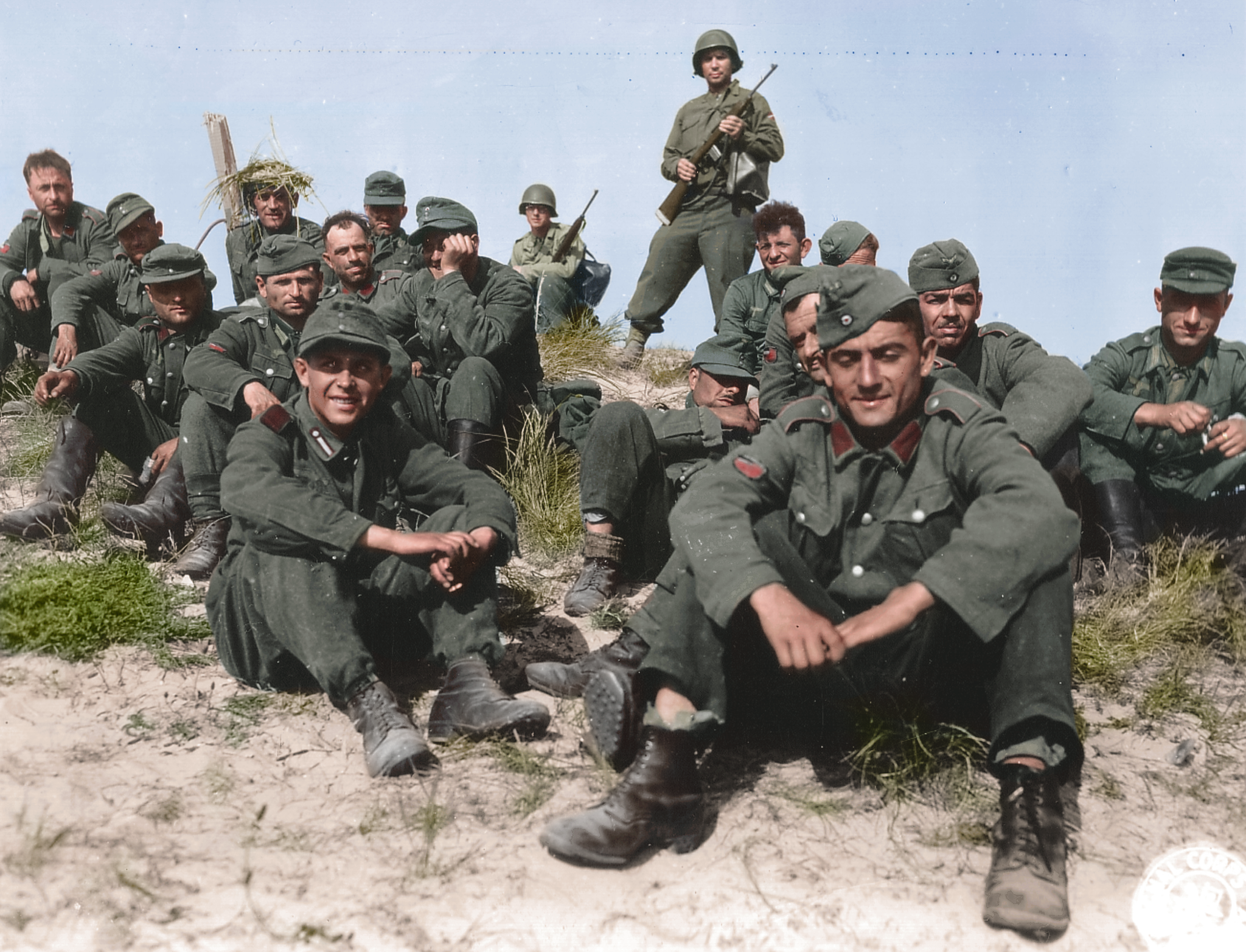
Legioniści gruzińscy wzięci do niewoli przez żołnierzy United States Army

## Historia
Powołany w lipcu 1942 roku w Radomiu z rozwiązanego obozu przejściowego Durchgangslager 112 (Dulag 112). Jego dowódcą był Szałwa Magłakelidze. Legion nie miał władzy zwierzchniej nad swoimi batalionami, a jedynie prowizoryczną. Bataliony zostały bowiem pojedynczo dołączono do różnych jednostek Wehrmachtu, po czym wysłano je na front.

## Struktura organizacyjna
- 795 Gruziński Batalion Piechoty „Szalwa Maghlakelidze”

udział w walkach: 1942 w Północnej Osetii, 1943 we Francji
- 796 Gruziński Batalion Piechoty

udział w walkach: 1942/43 pod Tuapse, Kaukaz Północny
- 797 Gruziński Batalion Piechoty „Giorgi Saakadze”

udział w walkach: 1943/44 we Francji
- 798 Gruziński Batalion Piechoty

udział w walkach: 1943/44 we Francji
- 799 Gruziński Batalion Piechoty „Herakliusz II”

udział w walkach: 1943/44 we Francji
- 822 Gruziński Batalion Piechoty „Tamara”

udział w walkach: 1943/44/45 pod Texel, Holandia
- 823 Gruziński Batalion Piechoty „Szota Rustaweli”
- 824 Gruziński Batalion Piechoty „Ilia Czawczawadze”

udział w walkach: 1944 we Lwowie, Polska